# Esther Hill

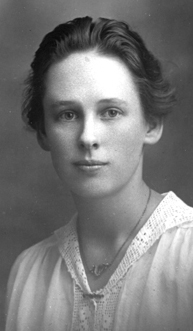
Esther Hill

Esther Marjorie Hill (* 29. Mai 1895 in Guelph, Kanada; † 7. Januar 1985 in Victoria (British Columbia), Kanada) war eine kanadische Architektin. Sie war die erste Frau, die 1926 von der Alberta Association of Architects die Berufsbezeichnung Registered Architect erhielt.

## Leben und Werk
Hill war die Tochter der Mathematiklehrerin Jennie Stork Hill und des Lehrers und Bibliothekars E. Lincoln Hill. Ihre Mutter gehörte zu den ersten 11 Frauen, die an der University of Toronto studierten. Hill studierte ab 1914 an der University of Alberta, wo sie 1916 ihren Bachelor of Arts erwarb. Sie begann an derselben Institution Architekturkurse zu besuchen, bis dieses Programm abgesagt wurde und sie 1918 an die University of Toronto wechseln musste. Dort erhielt sie 1920 ihren Abschluss und war die erste Frau der University of Toronto, die einen Universitätsabschluss in Architektur erhielt. Der Vorsitzende des Fachbereichs Architektur C. H. C. Wright, der gegen ihren Abschluss protestierte, weigerte sich an der Abschlusszeremonie teilzunehmen.

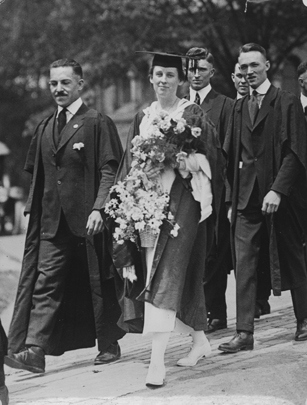
Abschlussprozession an der University of Toronto mit der kanadischen Architektin Esther Hill

Nach ihrem Abschluss strebte sie eine postgraduale Arbeit in Stadtplanung an, konnte als Frau jedoch nur eine Anstellung in der Inneneinrichtungsabteilung von dem Kaufhaus Eatons in Toronto finden. Sie kehrte nach Edmonton zurück und verfasste 1920 und 1921 eine Reihe von Artikeln in der Zeitschrift Agricultural Alberta, in der sie ihren funktionalen Ansatz zur Wohnarchitektur beschrieb. Ihr Antrag auf Aufnahme in die Alberta Association of Architects wurde möglicherweise abgelehnt, weil ihr die obligatorische einjährige Erfahrung fehlte. 1922 arbeitete sie für MacDonald and Magoon Architects an Projekten wie der Edmonton Public Library und im Herbst 1922 begann sie an der University of Toronto Kurse für Stadtplanung zu belegen. Im Sommer 1923 studierte sie an der Columbia University und arbeitete von 1923 bis 1924 bei dem Architekturbüro von Anna Pendleton Schenck und Marcia Mead. Nach ihrer Rückkehr nach Kanada bewarb sie sich erneut bei der Alberta Association of Architects und wurde 1925 als erste kanadische Frau als Architektin registriert. Von 1925 bis 1928 war sie bei der Architektin Katharine Budd ebenfalls in New York tätig. Danach kehrte sie 1928 in das Edmonton-Büro von MacDonald and Magoon Architects zurück.
Während der Weltwirtschaftskrise nutzte Hill ihre Designfähigkeiten unter anderem zur Handschuhherstellung und wurde Meisterweberin. 1936 zog sie mit ihren Eltern nach Victoria, wo sie ein Architekturbüro gründete. Sie webte, spann und lehrte diese Handwerke weiterhin und gewann viele Preise, darunter 1942 den ersten Preis auf der Canadian National Exhibition in Toronto. Sie verwendete Techniken finnischer Weber und trug ihre eigene, selbstgesponnene Kleidung bis an ihr Lebensende.
Ihr erster Auftrag in Victoria war 1940 der Umbau eines Einfamilienhauses in eine Maisonette. Während des Zweiten Weltkriegs entwarf sie viele Häuser und baute große Häuser zu Wohnungen um. Sie war von 1945 bis 1950 als erste Frau im Stadtplanungsausschuss tätig und trat 1953 dem Architectural Institute of British Columbia bei. In Victoria entwarf sie Häuser, Kirchen, Wohnhäuser, Altersheime und Küchen. Sie gestaltete mehrere Apartmentgebäude, das Hauptgebäude des Lincoln Cemetery und die Fellowship Hall, sowie die ersten speziell gebauten Seniorenwohnungen in Victoria, das Glenwarren Lodge Private Hospital. 1963 zog sie sich aus gesundheitlichen Gründen aus ihrem Architekturbüro zurück. 1968 zog sie aus dem Haus ihrer Familie in eine Genossenschaftswohnung und führte ihre Weberei weiter. Sie starb 1985 im Alter von 89 Jahren.
Einige ihrer verbliebenen Zeichnungen befinden sich im Archiv der University of Toronto.

## Mitgliedschaften
- 1925: Alberta Association of Architects (AAA)
- 1953: Architectural Institute of British Columbia (AIBC)

## Veröffentlichungen (Auswahl)
- An Exposition of Town Planning. Housing and Town Planning Thesis. Toronto: University of Toronto, 1922–1923.
- Common Faults in House Design. Agricultural Alberta 1.8, 1921.
- House Design. Daily Colonist (Victoria), 1956.
- Location and Design. Agricultural Alberta 1.5, 1920.
- The Problem of the Small House. Agricultural Alberta 1.10, 1921.
- The Small House and Its Problems. Agricultural Alberta 1.3, 1920.
- Glove Making. Toronto, Macmillan, 1945.